# El rey del show
El rey del show fue un programa de televisión chileno transmitido por Chilevisión. Fue estrenado el día sábado 11 de agosto de 2012 y fue presentado por Rafael Araneda y Carolina Mestrovic.
Consta de tres jurados encargados de seleccionar a los humoristas que ellos mismos seleccionaron, de los que saldrá el ganador elegido por el público. El ganador de la primera temporada tendrá como gran premio, presentarse en el LIV Festival Internacional de la Canción de Viña del Mar 2013.

## Formato
El rey del show es un espacio de humor cuya finalidad es elegir al próximo número humorístico para el Festival de Viña del Mar 2013. Este formato consta de tres etapas, la primera son las audiciones, la segunda etapa es la de clasificación a las galas. 15 son los humoristas que llegan a las galas y solo 9 a la gran final. A cargo de cada evaluación están Dinamita Show, el actor Patricio Torres y el comediante Felipe Avello.

## Resumen
| Temp. | Inicio               | Fin                  | Rey del Show | Segundo lugar | Tercer lugar | Presentador                       | Jurado                                                     |
| ----- | -------------------- | -------------------- | ------------ | ------------- | ------------ | --------------------------------- | ---------------------------------------------------------- |
| 1     | 11 de agosto de 2012 | 6 de octubre de 2012 | Nancho Parra | Murdock       | Fusión Humor | Rafael Araneda Carolina Mestrovic | Paul Vásquez Mauricio Medina Felipe Avello Patricio Torres |

## Temporadas

### Primera temporada: 2012
En marzo de 2012 se inició el proceso de casting en busca de los concursantes, proceso de casting que se realizó en distintas parte del país. La primera temporada se estrenó el día sábado 11 de agosto de 2012 y finalizó el día sábado 6 de octubre de 2012 con una gala en vivo y en directo.
| Clasificación | Participante | Resultado     |
| ------------- | ------------ | ------------- |
| 1             | Nancho Parra | Ganador       |
| 2             | Murdock      | Segundo lugar |
| 3             | Fusión Humor | Tercer lugar  |

## Audiencia
| 1 | Sábado | 11 de agosto     | Primera ronda Clasificación | 22:06 - 23:45 | 14,8 | Segundo | [ 9 ]  |
| 2 | Sábado | 18 de agosto     | Segunda ronda Clasificación | 22:17 - 00:35 | 11,2 | Quinto  | [ 10 ] |
| 3 | Sábado | 25 de agosto     | Tercera Ronda Clasificación | 22:08 - 23:53 | 9,4  | Octavo  | [ 11 ] |
| 4 | Sábado | 1 de septiembre  | 1.ª Gala                    | 22:24 - 00:57 | 9,9  | Quinto  | [ 12 ] |
| 5 | Sábado | 8 de septiembre  | 2.ª Gala                    | 22:19 - 00:43 | 9,3  | Séptimo | [ 13 ] |
| 6 | Sábado | 15 de septiembre | 3.ª Gala                    | 22:10 - 23:46 | 8,9  | Sexto   | [ 14 ] |
| 7 | Sábado | 22 de septiembre | 4.ª Gala                    | 22:22 - 00:34 | 12,5 | Segundo | [ 15 ] |
| 8 | Sábado | 29 de septiembre | 5.ª Gala                    | 22:17 - 00:19 | 14,8 | Primero | [ 16 ] |
| 9 | Sábado | 6 de octubre     | Gran Final                  | 22:18 - 01:07 | 14,6 | Tercero | [ 17 ] |

     Episodio más visto.

     Episodio menos visto.